# Нуцубидзе, Шалва Дмитриевич
Шалва Дмитриевич Нуцубидзе — советский партийный, хозяйственный, государственный и политический деятель, Герой Социалистического Труда (1949).

## Биография
Родился в 1902 году в Кутаисе. Окончил мужскую гимназию в Кутаиси. В 1921 году вступил добровольцем в Красную Армию. С октября 1922 года служил в охране железной дороги в Тифлисе. В 1927 году окончил Московскую школу командиров охраны дорог. В 1928 году вступил в ВКП(б). С 1930 году обучался на строительном факультете Кавказского института железнодорожного транспорта в Тбилиси, по окончании которого трудился инженером-конструктором. С декабря 1935 года — директор асфальтового завода в Тбилиси.
С августа 1937 года — на партийной и административной работе: заместитель председателя Ленинского райисполкома в Тбилиси, первый секретарь Лагодехского райкома партии. Будучи первым секретарём Лагодехского райкома партии занимался развитием сельского хозяйства в Лагодехском районе. За выдающиеся трудовые показатели в сельском хозяйстве в Лагодехском районе и в связи с 20-летием Грузинской ССР был награждён в феврале 1941 года Орденом Ленина.
В годы Великой Отечественной войны обеспечивал строительство оборонительных сооружений и снабжение фронта продуктами, проводил мобилизационные мероприятия. За свою деятельность в военные годы был награждён несколькими орденами, в том числе боевыми.
В послевоенные годы руководил восстановлением сельскохозяйственного производства Лагодехского района. Благодаря его деятельности за годы Четвёртой пятилетки (1946—1950) сельскохозяйственные предприятия Лагодехского района достигли довоенного уровня производства сельскохозяйственной продукции. В 1948 году в целом по району плановый сбор урожая табака превысил запланированный на 15,2 %. Указом Президиума Верховного Совета СССР «О присвоении звания Героя Социалистического Труда передовикам сельского хозяйства Грузинской ССР» от 3 мая 1949 года удостоен звания Героя Социалистического Труда за «получение высоких урожаев кукурузы и табака в 1948 году» с вручением ордена Ленина и золотой медали «Серп и Молот» (№ 3501).
Этим же Указом званием Героя Социалистического Труда были награждены председатель Лагодехского райисполкома Платон Тарасович Буцхрикидзе, заведующий районным отделом сельского хозяйства Афанасий Георгиевич Закариадзе, главный районный агроном Иосиф Цкалобович Чиринашвили и 23 колхозников различных колхозов Лагодехского района, в том числе председатель колхоза «Ленинис андердзи» Георгий Александрович Гочелашвили.
В 1949 году сельскохозяйственные предприятия Лагодехского района в целом по району перевыполнили план по сбору урожая табака на 32,5 %. За выдающиеся трудовые районные показатели был награждён третьим Орденом Ленина.
В последующие годы — заместитель министра сельского хозяйства Грузинской ССР.
Избирался депутатом Верховного Совета Грузинской ССР 1-3-го созывов, делегатом XVIII съезда ВКП(б), членом ЦК Компартии Грузии.
Умер после 1955 года.
Память
- Его именем названа одна из улиц Тбилиси.

Награды
- Герой Социалистического Труда
- Орден Ленина — трижды (24.02.1941; 1949; 25.09.1950)
- Орден Отечественной войны 1 степени (01.02.1945)
- Орден Трудового Красного Знамени (07.01.1944)
- Орден Красной Звезды (24.02.1946)
- Медаль «За оборону Кавказа» (01.05.1944)